# Eotetranychus salix
Eotetranychus salix är en spindeldjursart som beskrevs av James P. Tuttle och Baker 1964. Eotetranychus salix ingår i släktet Eotetranychus och familjen Tetranychidae. Inga underarter finns listade i Catalogue of Life.